# Europastraße 48
Die Europastraße 48 (Abkürzung E 48) verläuft in West-Ost-Richtung durch Deutschland und die Tschechische Republik.

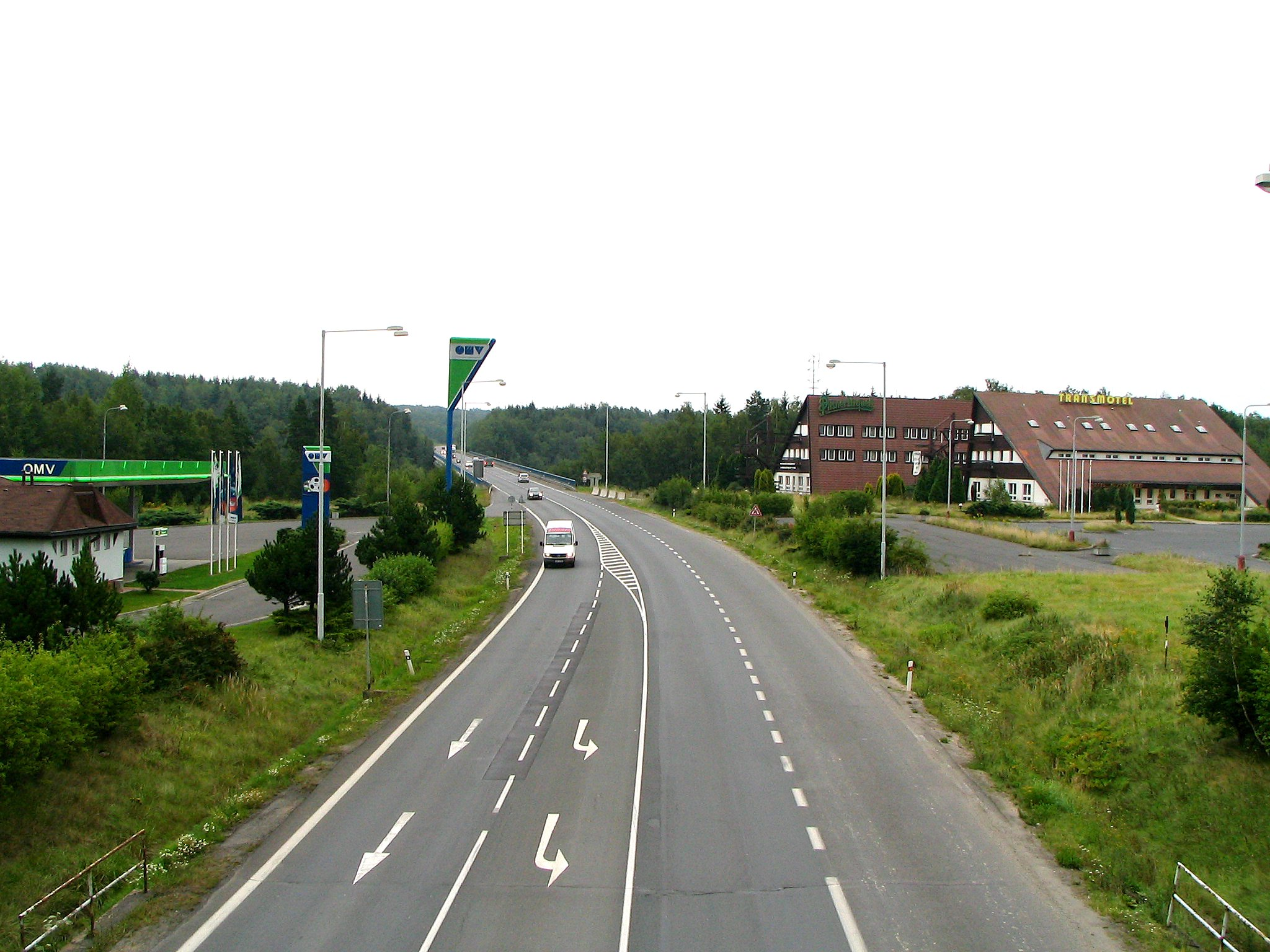
E 48 bei Sokolov

## Verlauf
Sie beginnt bei Schweinfurt am Autobahnkreuz Schweinfurt/Werneck an der A 7 und führt über die gesamte A 70 bis zum Autobahndreieck Bayreuth/Kulmbach, wo sie nach Norden auf die A 9 abzweigt. An der nächsten Ausfahrt (Bad Berneck/Himmelkron) zweigt sie auf die B 303 ab, wo sie nach Osten in Richtung Wunsiedel führt. Am Grenzübergang Schirnding wird sie zur Autobahn D6 und führt über Eger und Karlsbad nach Prag, wo sie in die äußere Ringautobahn von Prag („Pražský okruh“) mündet.